# Патоген
Патоген або інфекційний агент — біологічний агент, що спричинює хворобу в іншому організмі-хазяїні. Цей термін найчастіше використовують для тих біоагентів, які руйнують нормальну життєдіяльність багатоклітинних тварин або рослин. Проте, патогени можуть уражати й одноклітинні організми з усіх царств. Термін патоген походить грец. παθογένεια — «який спричиняє страждання». Існує багато шляхів, якими патогени можуть проникати до організму хазяїна; більшість з них мають епізодичних характер, але деякі фактори, наприклад, зараження ґрунту, мають довгочасний характер та потенціал для зараження організмів патогенами.
Тіло людини містить багато природних засобів захисту проти більшості загальних патогенів у вигляді імунної системи, а деякі умовно-патогенні, а іноді й навіть «корисні» мікроорганізми, особливо бактерії, живуть в організмі здорової людини як нормальна флора. Проте, якщо імунну систему ушкоджено будь-яким чином (зокрема, в результаті хімієтерапії, ураженні ВІЛ або антибіотиків, призначених вбити патогени), деякі до того умовно-патогенні бактерії можуть аномально розмножитися і породити хворобу. Такі випадки називають опортуністичною інфекцією.
Деякі патогени, зокрема, бактерія Yersinia pestis, яка спричинила багато епідемій чуми, вірус віспи, малярійний плазмодій тощо, спричинили велику кількість випадків хвороб в історії людства. Деяких патогенів поширюють комахи, наприклад малярію — за допомогою комарів, а чума — за допомогою бліх. Із хвороб, спричинених патогенами, з великою кількістю захворювань в XXI столітті, слід відмітити коронавірусну хворобу 2019, ВІЛ-інфекцію, SARS, хворобу, яку спричинює вірус Ебола, близькосхідний коронавірусний респіраторний синдром. На сьогодні медицина має багато засобів боротьби з патогенами, серед яких, зокрема, вакцинація, антибіотики і фунгіциди. Разом із соціальним розвитком, завдяки появи контролю якості їжі, покращенню заходів гігієни і очищенню води, це призвело до значного зменшення загрози від багатьох патогенів. Тим не менш, багато патогенів все ще продовжують загрожувати людському життю.